# Uber

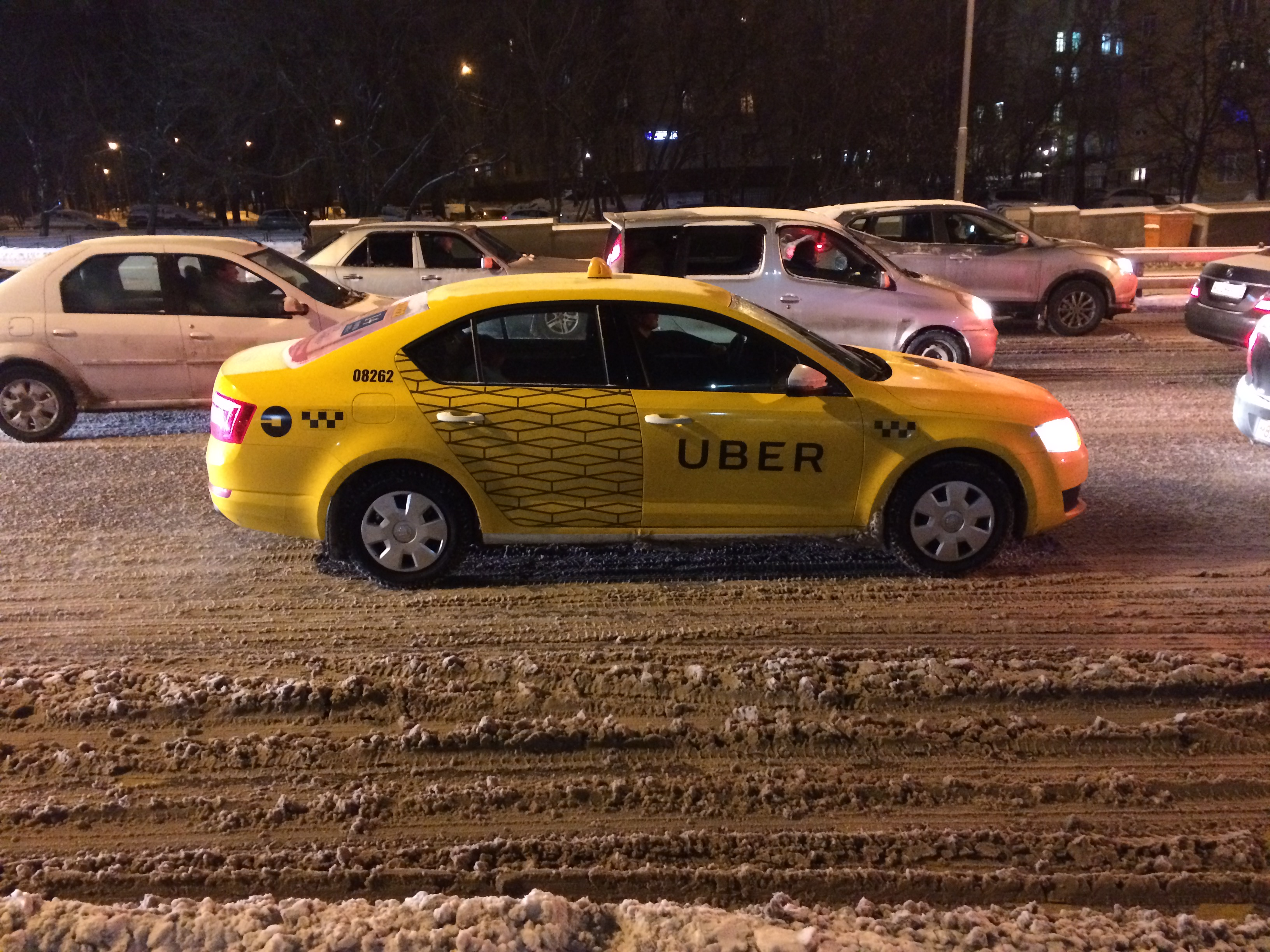
Egy Uber taxi Moszkvában

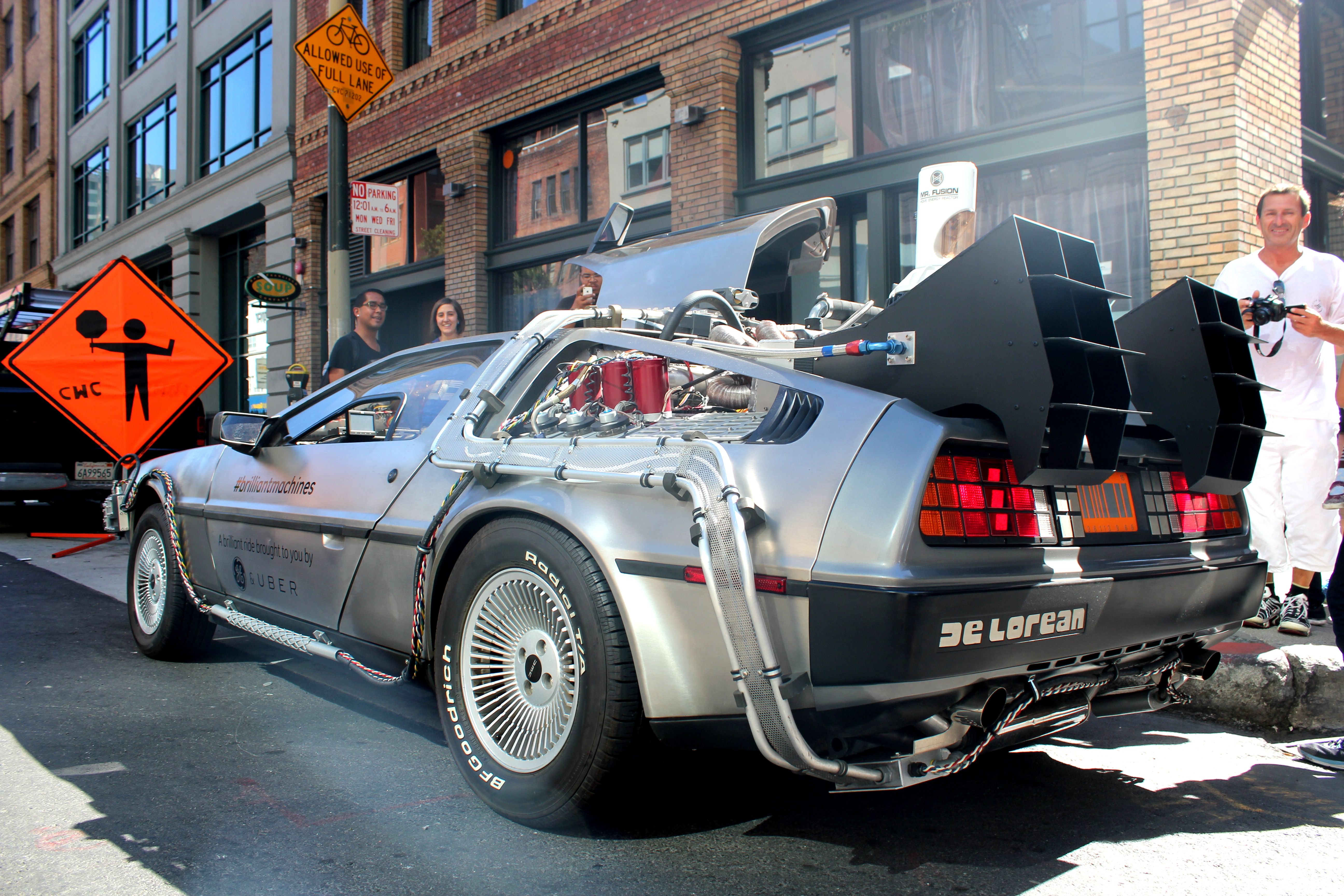
DeLorean DMC–12 Uber taxiként egy reklámkampány keretében San Franciscoban

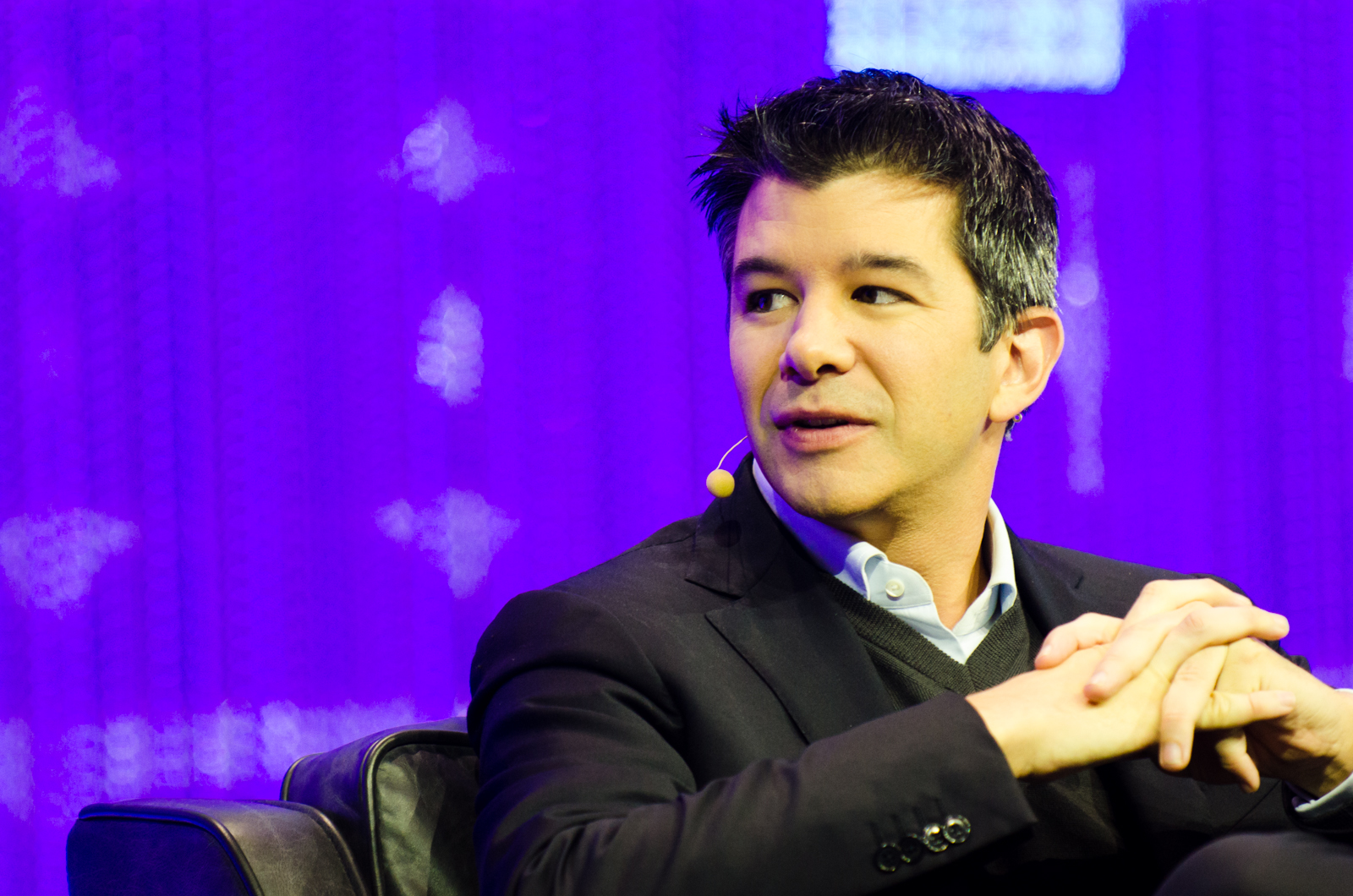
Az alapító Travis Kalanick

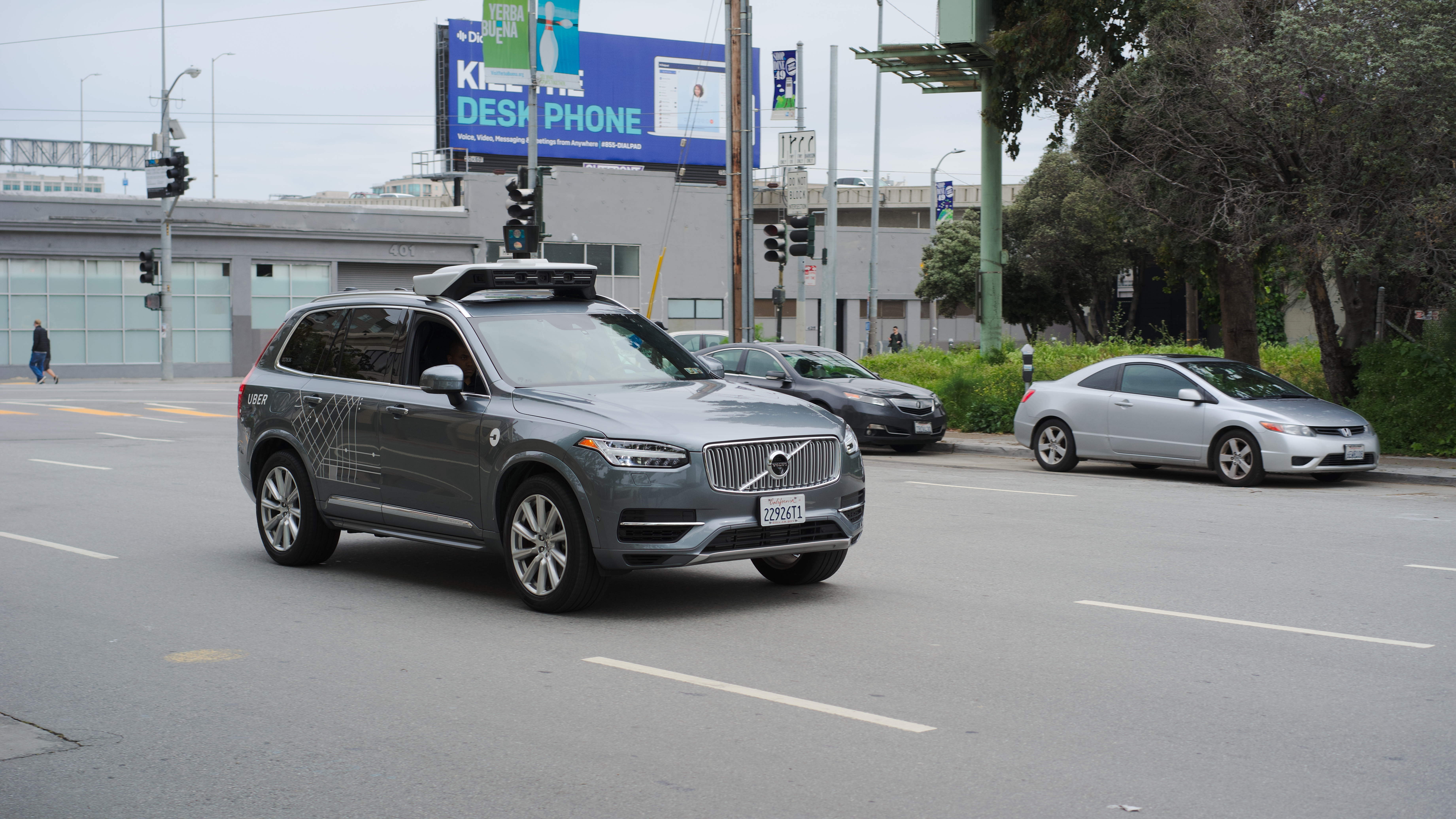
Önvezető autó San Franciscoban

Az Uber egy P2P utazásmegosztó személyszállító szolgáltatás. Székhelye San Francisco. A vállalatot Garrett Camp és Travis Kalanick alapította 2009-ben. Céljuk egy olyan utazásszervező platform megvalósítása volt, mely a már korábban is népszerű utazásmegosztás lehetőségeit terjesztette ki. Az Uber segíti a soförők és az utasok egymásra találását, hatékonyabbá téve a korábban már ismert ún Telekocsi rendszert.

## Története
2009-ben alapították San Franciscoban. A vállalat hamar népszerűvé vált az utasok és a sofőrök körében is, ezért hamarosan nemzetközi színre lépett.
2019-ben már 173 ország 785 városában és környékén működött.
A vállalat 2019 májusában lépett a tőzsdére.

### Története Magyarországon
Az Uber cég egy ideig sikeresen terjeszkedett Magyarországon is: 1200 gépkocsi-vezetője és 160 000 utasa volt. Az Ubert világszerte sok helyen azért támadták, amiért nem fizet társasági adót és nem munkavállalókként alkalmazza sofőrjeit.
A GVH megállapítása szerint az Uber nem azonos feltételekkel működött, mint a szabályozott taxistársaságok.
2016. július 24-én 12 órakor határozatlan időre felfüggesztette szolgáltatását, majd kivonult Magyarországról, miután a magyar törvényhozás számára hátrányosan változtatta meg az általa nyújtott személyszállítási szolgáltatások jogszabályi környezetét. 2024. július 13-ától ismét elérhető, viszont csak taxis tarifarendszerrel.

## Kritikák
A társaságot több országban is támadják amiatt, hogy a gyakorlata már túlmutat a hagyományos P2P utazásmegosztáson, mivel az Uber használata annyira jövedelmezővé vált, hogy nem csak akkor érdemes Uber sofőrnek állni és utasokat felvenni, ha amúgy is arrafelé vezetnénk. Épp ellenkezőleg, már az utasok rendelik meg az utazás irányát, így a sofőrök főállásban sofőrködhetnek, konkurenciát jelentve ezzel a hivatásos taxisoknak. A legfőbb gond az, hogy ez a piac még gyengén szabályozott és míg a hivatásos sofőröket komoly szabályok kötik és magas költségek terhelik, addig az Uberes sofőrök egy szabályozatlan környezetben dolgozhatnak, elkerülve az adózást, ezáltal sokkal versenyképesebb árakat kínálva a hivatásos taxiknál.
Az Uber is elkezdte az önvezető autózás tesztelését, egy halálos baleset azonban jelentősen rontotta a társaság megítélését és az önvezető autózás biztonságba vetett hitét.